# Tillières-sur-Avre
Tillières-sur-Avre is een gemeente in het Franse departement Eure (regio Normandië). De plaats maakt deel uit van het arrondissement Évreux. Tillières-sur-Avre telde op 1 januari 2022 1.037 inwoners.

## Geografie
De oppervlakte van Tillières-sur-Avre bedroeg op 1 januari 2022 16,76 vierkante kilometer; de bevolkingsdichtheid was toen 61,9 inwoners per km².

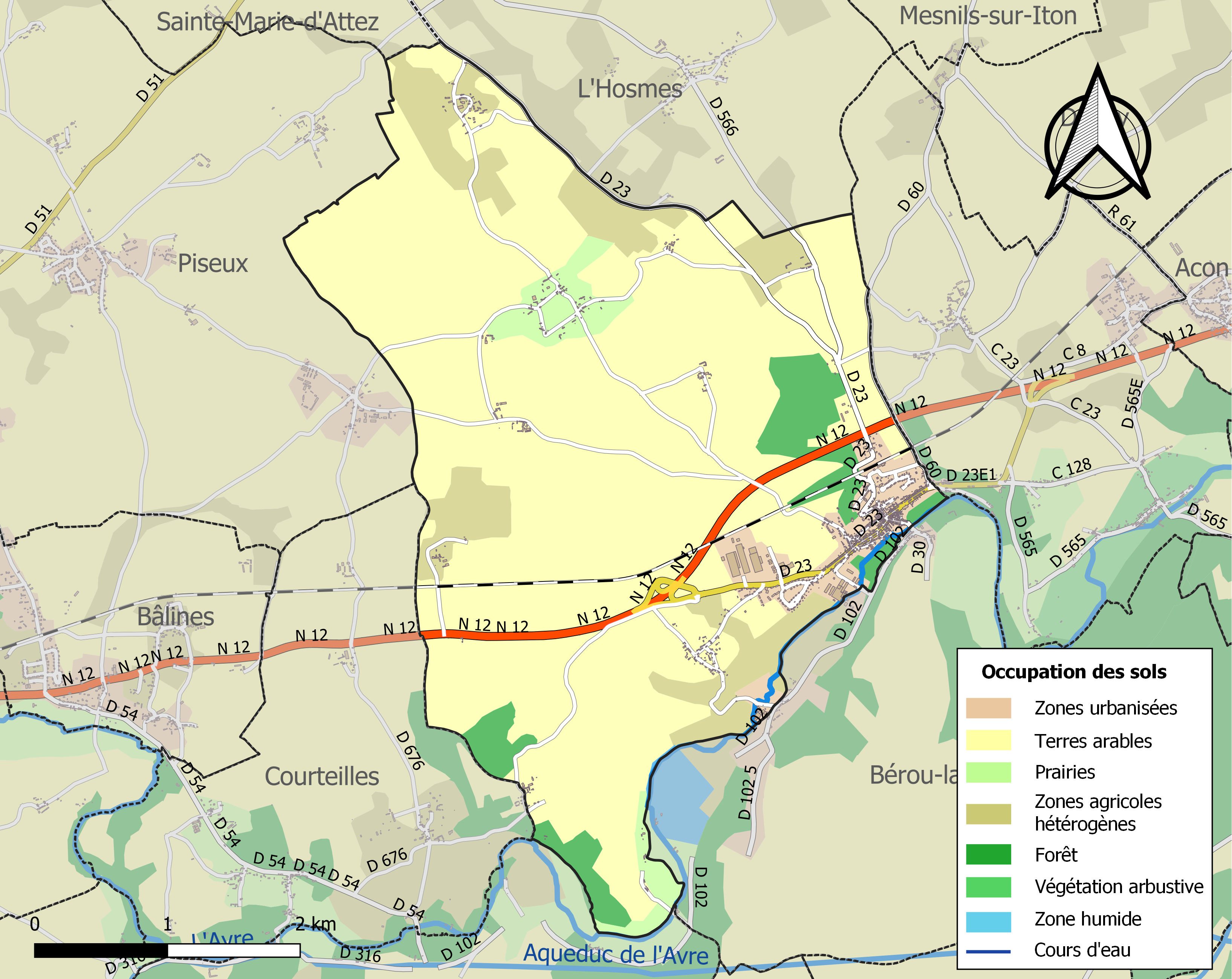
Kaart van de gemeente met belangrijkste infrastructuur, bodemgebruik en omliggende gemeenten

## Verkeer en vervoer
In de gemeente ligt spoorwegstation Tillières.

## Demografie
Onderstaande figuur toont het verloop van het inwonertal (bron: INSEE-tellingen).